# Pediobius bisulcatus
Pediobius bisulcatus  (лат.) — вид паразитических наездников рода Pediobius из семейства Eulophidae (Chalcidoidea) отряда перепончатокрылые насекомые. Китай (Fujian, Guangxi, Hainan). Длина тела самок 1,7—1,8 мм (самцы 1,5 мм). Тело голубовато-зелёное металлически блестящее. Усики с 2-члениковой булавой. Скутеллюм с 2 глубокими бороздками. Брюшко округлое, много короче груди. Предположительно, паразиты насекомых. Впервые вид был описан в 2017 году китайскими гименоптерологами Х. Цао и Ч. Жу (Huan-xi Cao & Chao-dong Zhu, Institute of Zoology, Chinese Academy of Sciences, Пекин, Китай) и австралийским энтомологом Джоном Ла Салле (John La Salle, CSIRO, Канберра, Австралия).